# Сурами (станция)
Сурами — тупиковая станция Грузинской железной дороги. Является конечной станцией ответвления Хашури — Сурами (длина 6 км).

## История
Станция была основана в 1872 году в рамках строительства Поти-Тифлисской железной дороги, первой железнодорожной линии в Грузии. Ранее станция располагалась на главном ходу, но после постройки Сурамского железнодорожного тоннеля (1886—1890 гг.) часть линии была разобрана, так как новая магистраль стала проходить южнее от прежнего маршрута.

## Описание
Количество путей на станции — 2, из них один электрифицирован. Платформа станции низкая, рассчитана на десятивагонные электропоезда. Электрификация станции и ответвления целиком была произведена одновременно с электрификацией участка Зестафони — Хашури в 1932 году.
На станции находятся два служебных здания дореволюционной постройки.

## Современное состояние
До 2012 года станция служила конечной остановкой пригородной электромотрисы Ср3-1510 сообщением Хашури — Сурами — Хашури, выполнявшей 6-7 ежедневных рейсов в день. Время в пути занимало около 20 минут. В 2012 году пассажирское движение было закрыто.